# Michael Finley
Michael Howard Finley (ur. 6 marca 1973 w Melrose Park) – amerykański koszykarz, występujący na pozycjach rzucającego obrońcy lub niskiego skrzydłowego. 
Mierzący 201 cm wzrostu koszykarz studiował na University of Wisconsin-Madison, gdzie grał w drużynie uczelnianej Wisconsin Badgers. Do NBA został wybrany z 21. numerem w drafcie 1995 przez Phoenix Suns. W Suns grał przez półtora roku. W trakcie sezonu 1996/1997 został oddany do Dallas Mavericks. 
W Dallas stał się jedną z ważniejszych postaci zespołu, który wkrótce dołączył do czołówki NBA. Dwukrotnie wystąpił w All-Star Game (2000, 2001). W 2002 brał udział w mistrzostwach świata, jednak bez skucesu - reprezentacja USA na tym turnieju poniosła pierwsze, historyczne, porażki po otwarciu imprez mistrzowskich dla graczy z NBA.
W 2005 zrezygnowano z niego w Mavericks i trafił do San Antonio, gdzie często pełni rolę rezerwowego. W 2007 wraz z kolegami został mistrzem NBA. Ostatni klub w jego karierze to Boston Celtics.
W 2002 wystąpił w filmie Magiczne buty.

## Osiągnięcia

### NBA
- Mistrz NBA (2007)[3]
- 2-krotny uczestnik meczu gwiazd NBA (2000, 2001)
- Wybrany do I składu debiutantów NBA (1996)[4]
- 2-krotny uczestnik konkursu wsadów NBA (1996, 1997)[5]
- Uczestnik spotkania Rookie Challenge (1996)[6]
- Lider play-off w liczbie celnych rzutów za 3 punkty (2003, 2007)[7]

### Reprezentacja
- Mistrz Uniwersjady (1993)[8]
- Brązowy medalista Igrzysk Dobrej Woli (1994)[9]
- Atleta Roku - USA Basketball Male Athlete of the Year (1993)[10]